# Tabou (film)
Tabou è un cortometraggio del 2010 scritto e diretto da Meriem Riveill. Nel 2011 la pellicola è stata premiata con il Poulain d'argent al Festival Panafricain du Cinéma de Ouagadougou e con la menzione speciale della giuria al Festival del cinema africano, d'Asia e America Latina di Milano.
Il film affronta il tema delicato delle molestie sessuali in famiglia.

## Trama
Layla è una diciottenne alle prese con le prime esperienze sessuali di ragazza ormai adulta. Il risveglio del suo corpo fa riaffiorare ricordi dell'infanzia che aveva rimosso. Il film è un appello accorato a liberare la parola per sciogliere i tabù più profondi.

## Riconoscimenti
- Festival Panafricain du Cinéma de Ouagadougou
  - 2011 - Poulain d'argent
- Festival del cinema africano, d'Asia e America Latina di Milano
  - 2011 - Menzione speciale della giuria